# Гехем
Гехем – індонезійське офшорне газоконденсатне родовище, виявлене у Макасарській протоці.
Гехем відноситься до нафтогазового басейну Кутей, виникнення якого передусім пов’язане із виносом осадкового матеріалу потужною річкою Махакам. Родовище виявили у 2003 році унаслідок спорудження в районі з глибиною моря 1823 метра розвідувальної свердловини Gehem-1, яка досягнула глибини у 4645 метрів та виявила газонасичений інтервал завтовшки 188 метра (плюс нафтонасичений інтервал завтовшки 5 метрів). В подальшому поширення покладів уточнили за допомогою оціночної свердловини Gehem-2, яка була закладена в районі з глибиною моря 1840 метрів, досягнула глибини у 5335 метрів і показала на тестуванні добовий результат у 0,88 млн м3 газу та 1900 барелів конденсату. Споруджена в 2004 році ще одна оціночна свердловина Gehem-3 знаходилась в районі з глибиною моря 1751 метр та досягнула глибини у 5006 метрів, при цьому виявили газонасичений інтервал завтовшки 71 метр (плюс нафтонасичений інтервал завтовшки 2 метра).
Поклади вуглеводнів Гехем пов’язані із пісковиками епохи міоцену. Його ресурси спершу оцінювали в діапазоні від 31 до 71 млрд м3 (плюс від 35 до 105 млн барелів конденсату). Втім, у підсумку розмір Гехем переоцінили в бік зменшення і тепер його запаси рахуються на рівні 18 млрд м3.
Родовище відноситься до ліцензійної ділянки Рапак, права на яку отримав консорціум Unocal (в 2005 році стала частиною нафтогазового гіганту Chevron) та італійської Eni із частками учасників 80% та 20% відповідно. Втім, учасники концесії так і не змогли досягнути угоди із урядом Індонезії щодо проекту розробки і в 2020-му Chevron оголосила про бажання позбутись цього активу.